# Ein neuer Tag
Ein neuer Tag é o segundo álbum de estúdio da banda alemã de pop rock Juli, lançado em 13 de outubro de 2006 pela Universal Records.
O álbum posicionou no European Top 100 Albuns e no European Hot 100 Singles com as canções "Dieses Leben" e "Zerrissen".
| Críticas profissionais                                                      | Críticas profissionais |
| Avaliações da crítica                                                       | Avaliações da crítica  |
| Fonte                                                                       | Avaliação              |
| --------------------------------------------------------------------------- | ---------------------- |
| allmusic                                                                    | [ 4 ]                  |
| Esta tabela precisa de ser acompanhada por texto em prosa. Consulte o guia. |                        |

## Faixas
1. "Dieses Leben" - 4:34[5]
2. "Du nimmst mir die Sicht" - 3:19
3. "Bist du das" - 4:23
4. "Zerrissen" - 3:23
5. "Ein neuer Tag" - 2:49
6. "Wer von euch" - 4:43
7. "Wir beide" - 2:59
8. "Egal wohin" - 3:56
9. "Das gute Gefühl" - 3:11
10. "Am besten sein" - 3:13
11. "Wenn du mich lässt" - 3:33
12. "Ein Gruß/Interlude" - 14:54

## Formação
- Eva Briegel - Vocal
- Greg Calbi - Engenheiro musical
- Peter Hinderthur - Arranjos
- Michael Ilbert - Mixagem
- John Sebastian - Trombone
- Philipp Kacza - Trompete
- Roland Peil - Percussão
- Jonas Pfetzing - Guitarra
- Marcel Römer - Bateria
- Simon Triebel - Guitarra
- Oli Zülch - Engenheiro musical[3]